# فهرست مسئله‌های حل‌نشده در زبان‌شناسی
این مقاله درباره‌یِ برخی مسئله‌هایِ حل‌نشده‌یِ کنونی زبان‌شناسی بحث می‌کند.
برخی از موضوعاتی که در زیر آمده‌اند، اغلب بدون پاسخ در نظر گرفته می‌شوند؛ به عبارت دیگر، عموماً توافق وجود دارد که برایشان راه حلی پیدا نشده‌است. برخی دیگر ممکن است با عنوان مشاجره توصیف شوند؛ به عبارت دیگر، گرچه اغلب توافقی رایج در مورد پاسخشان وجود ندارد، مکاتب فکری تثبیت‌شده‌ای وجود دارند که معتقدند پاسخی درست برای آن‌ها هست.

## مفهوم‌ها
- آیا می‌توان برای واژه تعریفی جهانی ارائه کرد؟
- آیا می‌توان برای جمله تعریفی جهانی ارائه کرد؟
- آیا می‌توان مقوله‌های دستوری جهانی‌ای یافت که در تمام زبان‌ها یافت شوند؟
- آیا برایِ کنارِ هم قرار گرفتنِ عنصرهایی که یک واژه را می‌سازند (تک‌واژها) و عنصرهایی که یک جمله را می‌سازند (نقش‌هایِ نحوی)، می‌توان قانونِ واحدی یافت؟
- آیا می‌توان زبان‌ها را به شکلِ صوری (و با دقت) از هم تمییز داد؟ به عبارتی، آیا می‌توان یک مرزِ واضح و مشخص بینِ دو زبانِ نزدیک به هم پیدا کرد، دو زبانی که زنجیره‌یِ گویشی را شکل می‌دهند؟ (مثلاً زبانِ کاتالان و زبانِ اکسیتان)
- دستوری‌شدگی[پانویس ۱] چگونه عمل می‌کند؟
- زبان‌هایِ کریول چگونه پدید می‌آیند؟

## زبان‌ها
- خاستگاهِ زبان، یکی از مهم‌ترین مسئله‌هایِ حل‌ناشده‌است، هر چند که چندین سده به آن پرداخته شده‌است.
- زبان‌هایِ دسته‌بندی‌نشده یکی از مسئله‌هایِ فعلیِ زبان‌شناسیِ تاریخی است. این زبان‌ها نزدیک به ۳۸ زبان از کلِ زبان‌هایِ زنده‌یِ دنیا را که بینِ ۶۰۰۰ تا ۷۰۰۰ تا هستند، شامل می‌شوند. این زبان‌ها، زبان‌هایی هستند که وابستگی‌هایِ وراثتیِ آن‌ها به دیگر زبان‌ها، به دلیلِ کمبودِ داده‌ها، هنوز کشف نشده‌است.
- خط‌هایِ کشفِ رمزنشده

## روان‌شناسی زبان
- زبان‌آموزی
  - زبان و حیوان‌ها: تا چه میزانی می‌توان به حیوان‌ها زبان یاد داد؟ سیستم‌هایِ ارتباطیِ حیوان‌ها را تا چه اندازه‌ای می‌توان شبیه به زبانِ انسان‌ها دانست؟
  - نوزادان چگونه می‌توانند زبان بیاموزند؟ آیا سرعتِ فوق‌العادهٔ آن‌ها در زبان‌آموزی، به نوعی سیستمِ سخت‌افزاریِ درونی در آن‌ها برمی‌گردد؟ یا نه، آن‌ها به هنگامِ تولد چون یک لوحِ سفید هستند که محیط، زبان را کاملاً به آن‌ها منتقل می‌کند؟ آیا بخشِ خاصی از مغز هست که مسئولِ پیشرفت‌هایِ زبانی باشد؟

## ترجمه
- آیا یک ملاکِ ابژکتیو و بیرونی برایِ سنجیدنِ کیفیتِ ترجمه وجود دارد؟
- مترجم کدام‌یک را باید بیشتر موردِ توجه قرار دهد: وفاداری به متن یا شفافیتِ معنی؟